# 新伊萬基夫齊
48°13′28″N 26°28′58″E / 48.22444°N 26.48278°E
新伊萬基夫齊（烏克蘭語：Новоіванківці）是位於烏克蘭西南部的村莊，由切爾諾夫策州切爾諾夫策區的萬奇基夫齊市鎮負責管轄。該村海拔高度120米，2001年人口980，97%居民使用羅馬尼亞語。